# Leonardo Pavoletti
Leonardo Pavoletti (Livorno, 26 november 1988) is een Italiaans voetballer die doorgaans als aanvaller speelt. Hij tekende in januari 2017 bij SSC Napoli, dat hem voor 18 miljoen euro overnam van Genoa CFC.

## Clubcarrière
Pavoletti kwam in 2012 bij US Sassuolo terecht. Eerder kwam hij uit voor Armando Picchi, Viareggio, AC Pavia, Juve Stabia, Casale en SS Lanciano. Tijdens het seizoen 2013/14 verhuurde Sassuolo hem aan Varese, waarvoor hij 24 doelpunten maakte in 36 competitieduels. In januari 2015 werd hij verhuurd aan Genoa CFC. Op 15 april 2015 maakte Pavoletti zijn eerste competitietreffer voor Genoa tegen Parma. Op 7 juli 2015 nam Genoa Pavoletti volledig over van Sassuolo.